# Intervenção militar no Iraque (2014–2021)
A intervenção militar ocidental no Iraque teve início em 15 de junho de 2014, quando o presidente Barack Obama ordenou que as forças dos Estados Unidos fossem despachadas para a região, em resposta às ofensivas conduzidas pelo Estado Islâmico (Daesh) em território iraquiano. As tropas estadunidenses foram, a convite do governo iraquiano, para assessorar as forças iraquianas e combater a ameaça representada pelo Estado Islâmico.
No início de agosto de 2014, o Estado Islâmico atacou os territórios mantidos pelos curdos no norte do Iraque e capturou três cidades no norte do país, perto da região autônoma do Curdistão iraquiano. Consequentemente, os Estados Unidos passaram a abastecer com armas as forças curdas Peshmerga em 5 de agosto. Em 7 de agosto, os Estados Unidos também começariam a lançar ajuda humanitária via aérea (como alimentos, água e remédios) para os civis que fugiam do Estado Islâmico nas Montanhas Sinjar. No dia seguinte, em 8 de agosto, os Estados Unidos dariam início aos ataques aéreos contra posições do Estado Islâmico no Iraque. Desde então, nove países, aliados com os Estados Unidos numa coalizão, também têm executado ataques aéreos ao Estado Islâmico no Iraque, mais ou menos em conjunto com a guerra terrestre das forças do governo iraquiano e/ou curdas contra o Estado Islâmico.
Houve também confrontos esporádicos entre combatentes do grupo terrorista e tropas estadunidenses e canadenses, vários milhares das quais estão agindo como conselheiros e em  missões de combate com as forças iraquianas e curdas. Em abril de 2015, o Estado Islâmico tinha perdido 25–30% do território máximo que havia ganho no Iraque em dezembro de 2014 para as forças da coalizão liderada pelos iraquianos e estadunidenses, deixando-os na posse de cerca de 15.000 milhas quadradas do Iraque.
Em dezembro de 2021, os Estados Unidos formalmente encerraram sua missão de combate no Iraque, com uma tropa de 2500 soldados ficando para trás para auxiliar e treinar as forças iraquianas.

## Antecedentes

### Envolvimento prévio dos Estados Unidos
Após a invasão do Iraque em 2003 pelos Estados Unidos, que foi baseada em afirmações de que o país possuía armas de destruição em massa e estaria abrigando terroristas, as forças militares estadunidenses no Iraque atingiram um pico de 170.000 soldados em 2007. Os Estados Unidos, entretanto, retirariam a maior parte de suas tropas do Iraque até 2011. Porém mantiveram uma equipe de 20.000 homens em suas embaixadas e consulados no Iraque, incluindo dezenas de Guardas de Embaixada da Marinha e cerca de 4.500 militares de empresas privadas.
Em 2013, os Estados Unidos começariam a sobrevoar novamente aeronaves de reconhecimento e drones desarmados  sobre o Iraque para coletar inteligência sobre combatentes insurgentes islâmicos, principalmente sunitas, que visavam o governo iraquiano durante a insurgência iraquiana.

### Velhos inimigos
Os Estados Unidos e o Estado Islâmico do Iraque e do Levante são inimigos desde 2003, quando o Estado Islâmico — em suas encarnações anteriores como Jama'at al-Tawhid wal-Jihad, Conselho Shura Mujahideen (CSM) e Estado Islâmico do Iraque (al-Qaeda no Iraque) — começou a interferir e perturbar os planos dos estadunidenses e das Nações Unidas e outras potências ocidentais para o Iraque.
Desde a revolta contra a invasão do Iraque de março de 2003 e outra "humilhante" interferência ocidental e da ONU no país, Jama'at e CSM iniciariam em agosto de 2003 uma campanha de terrorismo que jamais terminou, tendo como alvo, além de ao longo dos anos, centenas de iraquianos, vários soldados estadunidenses, em 2010 uma igreja repleta de cristãos, e, presumivelmente, incluindo as decapitações em 2004 de três civis estadunidenses, um britânico, um sul-coreano, e um civil japonês.

### Estado Islâmico avança no Norte do Iraque
Após a retirada das tropas estadunidenses do Iraque em dezembro de 2011, a violenta insurgência dos combatentes islâmicos sunitas, visando principalmente o governo iraquiano, continuou.
Entre 5 e 11 de junho de 2014, militantes do grupo jihadista sunita 'Estado Islâmico do Iraque e do Levante' (Daexe), já bem sucedido na Guerra Civil Síria, conquistou as cidades iraquianas de Samarra, Mossul e Ticrite, e ameaçou a Represa de Mossul e Quircuque, onde as tropas curdas Peshmerga iraquianas assumiram o controle.

### Campanhas de decapitações em vídeos na internet (2014-2015)
Em 12 de agosto de 2014, o Estado Islâmico iniciou uma campanha decapitação de reféns civis ocidentais e japoneses, anunciadas em 12 de agosto (James Foley em 19 de agosto, Steven Sotloff em 2 de setembro, David Haines em 13 de setembro, Hervé Gourdel em 24 de setembro, Alan Henning em 3 de outubro, Peter Kassig em 16 de novembro, Haruna Yukawa em algum momento de janeiro de 2015, Kenji Goto em 30 de janeiro de 2015), que não somente através da sua truculência natural, mas talvez ainda mais por serem desafiadoramente coreografadas e roteirizadas, profissionalmente filmadas, e astutamente publicadas, e comercializadas através da internet, chocaram fortemente a opinião pública ocidental.
Embora esta campanha de provocação não daria início a intervenção militar estadunidense — que já tinha começado em 8 de agosto — parece ter contribuído para a decisão dos sete países ocidentais seguintes (começando com a França em 18 de setembro, pelos Países Baixos em 24 de setembro e pela Grã-Bretanha em 26 de setembro), para se juntarem à Guerra contra o Estado Islâmico.

## Cronologia

### Vigilância e aconselhamento militar dos Estados Unidos no Iraque

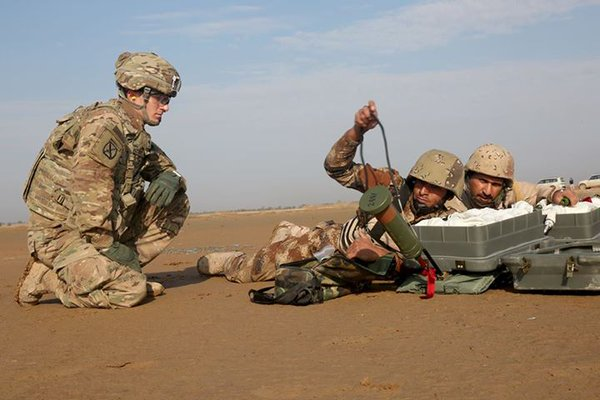
Um soldado do Exército dos EUA aconselha e auxilia soldados iraquianos durante um exercício de treinamento, Iraque, 10 de novembro de 2015

A convite do governo iraquiano, em 15 de junho de 2014, o presidente Obama ordenou dezenas de tropas dos Estados Unidos ao Iraque em resposta a ofensivas pelo Estado Islâmico para avaliar as forças iraquianas e a ameaça do Estado Islâmico.
Provavelmente entre 15 e 26 de junho, os Estados Unidos secretamente começaram a sobrevoar também com aeronaves tripuladas sobre o Iraque.
Em 26 de junho de 2014, os Estados Unidos passariam a inspecionar Bagdá também com drones armados "primeiramente" para a proteção de 180 conselheiros militares estadunidenses na área.
Em 29-30 de junho de 2014, os Estados Unidos aumentaram o número de suas tropas no Iraque de 180 a 480 para impedir o Estado Islâmico de tomar o controle do Aeroporto Internacional de Bagdá que, segundo os Estados Unidos, seria fundamental para qualquer evacuação de estadunidenses de Bagdá e proteger os cidadãos e propriedades estadunidenses.
Em julho, Obama anunciou que, devido à contínua violência no Iraque e a crescente influência de atores não-estatais, os Estados Unidos iriam elevar seu compromisso de segurança na região. [carece de fontes?] Aproximadamente 800 soldados dos Estados Unidos protegiam instalações estadunidenses,   como a embaixada em Bagdá e o Consulado em Erbil, bem como assumiram o controle de locais estratégicos, como o Aeroporto Internacional de Bagdá. [carece de fontes?]
Por volta de 13 de julho, um relatório militar confidencial concluiu que muitas unidades do exército iraquiano estavam profundamente infiltradas quer por informantes extremistas sunitas quer pelo pessoal xiita apoiado pelo Irã, o que traria perigo aos conselheiros estadunidenses às forças iraquianas.
Por volta de 5 de agosto, as forças militares estadunidenses no Iraque estavam agindo para "avaliar e aconselhar [as forças de segurança iraquianas] visto que enfrentam [o Estado Islâmico] e a situação de segurança complexa em terra."

### Conquistas e massacres pelo Estado Islâmico e a dupla reação dos Estados Unidos
Durante os primeiros 15 dias de agosto de 2014, o Estado Islâmico expandiu seus territórios no norte do Iraque. Em 3 de agosto, conquistou Sinjar e a área circundante, incluindo Wana e Zumar, matando possivelmente 2.000 homens yazidis no Massacre de Sinjar, tomando mulheres yazidis à escravidão e provocando a fuga de 50.000 yazidis para as Montanhas Sinjar. Durante toda a sua ofensiva de agosto, o Estado Islâmico massacrou 5.000 yazidis.
Em 7 de agosto, o Estado Islâmico conquistou Qaraqosh, a maior cidade cristã do Iraque, e cidades vizinhas, levando a fuga de 100.000 civis cristãos.
Em reação, em 5 de agosto, as forças armadas iraquianas começaram a lançar alimentos e água para dezenas de milhares de yazidis nas Montanhas Sinjar, e os Estados Unidos deram início ao fornecimento direto de armas aos curdos iraquianos para combater o Estado Islâmico. Em 7 de agosto os Estados Unidos também começaram a lançar comida e água para os civis curdos yazidis presos nas Montanhas Sinjar.

### Decisão de Obama de intervir
Na noite de 7 de agosto, o presidente dos Estados Unidos, Barack Obama fez um discurso ao vivo para a Nação. Ele descreveu o recente avanço do Estado Islâmico em todo o Iraque e disse que a perseguição e as ameaças a extinção dos yazidis, uma minoria religiosa no norte do Iraque, incluindo especialmente os yazidis que haviam fugido para as Montanhas Sinjar, em particular, lhe haviam convencido de que uma ação militar dos Estados Unidos era necessária. O presidente afirmou que ordenou ataques aéreos:
- para proteger diplomatas, civis e militares estadunidenses em Erbil, no consulado estadunidense ou aconselhar as forças iraquianas;
- para evitar um massacre em potencial (genocídio) pelo  Estado Islâmico de milhares de yazidis no Monte Sinjar; e
- para parar o avanço do  Estado Islâmico em Erbil, capital da Região Autônoma Curda,[97] na qual os Estados Unidos tinham um consulado e um centro de operações conjuntas com as forças armadas iraquianas.[98]

Os Estados Unidos também passaram a considerar uma operação com tropas terrestres estadunidenses para resgatar os yazidis nas Montanhas Sinjar.

### Primeiros ataques aéreos dos Estados Unidos nas áreas de Erbil e Sinjar
Em 8 de agosto de 2014, caças McDonnell Douglas F/A-18 Hornet da Marinha dos Estados Unidos bombardearam uma unidade de artilharia do Estado Islâmico fora de Erbil, e quatro caças estadunidenses mais tarde bombardearam comboios militares do Estado Islâmico, alguns deles avançando para Erbil e sitiando as forças curdas que defendiam a cidade. Outra rodada de ataques aéreos dos Estados Unidos no período da tarde, atingiria oito alvos do grupo islamita perto de Erbil. Além disso, drones armados bem como aeronaves de asa fixa foram utilizados nos ataques estadunidenses.
Em 8 e 9 de agosto, Obama ampliou os efeitos dos ataques aéreos de 8 de agosto visando: i.) proteger os estadunidenses no Iraque; ii.) ajudar as minorias iraquianas retidas no Monte Sinjar; iii.) "romper o cerco do Monte Sinjar"; iv.) prevenir massacres (genocídios) aos yazidis e outros grupos minoritários como anunciado pelo Estado Islâmico; e v.) ajudar os iraquianos a combater a ameaça do Estado Islâmico.
Em 9 de agosto, as forças dos Estados Unidos lançaram quatro ataques aéreos contra combatentes do Estado Islâmico que ameaçavam civis no Monte Sinjar, desta vez destinados principalmente a veículos blindados de combate. Uma combinação de aviões e drones estadunidenses destruíram quatro veículos blindados de transporte de pessoal. Os ataques aéreos dos Estados Unidos nesse dia mataram 16 combatentes do Estado Islâmico conforme relataram as autoridades iraquianas.
Em 10 de agosto, as forças estadunidenses  lançaram uma série de cinco ataques aéreos que visavam veículos armados do Estado Islâmico, bem como uma posição de morteiro. Auxiliadas por estes ataques aéreos, as forças curdas iraquianas afirmaram ter recapturado as cidades norte iraquianas de Mahmour e Gweyr  do controle do Estado Islâmico. Os bombardeios iraquianos conduzidos entre 9 e 11 de agosto em Sinjar mataram 45 militantes do grupo extremista. Em 10 de agosto, o Reino Unido também iniciaria os lançamentos aéreos de ajuda humanitária para os — inicialmente 50.000 — yazidis retidos nas Montanhas Sinjar.
Entre os dias 9 e 13 de agosto, os curdos e estadunidenses permitiriam que possivelmente 35.000 a 45.000 dos yazidis retidos nas Montanhas Sinjar escapassem ou fossem evacuados para a Síria.
Em 11 de agosto, o tenente-general William Mayville Jr., diretor das operações dos Estados Unidos, disse que os ataques aéreos desde 7 de agosto perto de Erbil e Monte Sinjar haviam diminuído o ritmo operacional do Estado Islâmico e temporariamente interrompido seus avanços em direção a Erbil. Em 12 de agosto, os Estados Unidos realizaram ataques aéreos contra posições de morteiros do Estado Islâmico no norte de Sinjar, após o grupo disparar contra forças curdas que protegiam os yazidis na área.
Em 13 de agosto, o governo dos Estados Unidos concluiu que a situação dos yazidis restantes nas Montanhas Sinjar era "muito mais gerenciável" e menos perigosa, e que uma operação de resgate estadunidense não seria, portanto, intensamente necessária. Presumivelmente, alguns milhares ou entre 5.000 e 10.000 yazidis ainda permaneciam naquelas montanhas.

### Retomando a Represa de Mossul
Em 16 de agosto, drones e bombardeiros estadunidenses começaram uma campanha apoio aéreo aproximado destinado a apoiar o avanço dos combatentes curdos que se deslocavam em direção à Represa de Mossul. Fontes curdas comentaram que isso foi o "mais pesado bombardeio estadunidense a posições militantes desde o início dos ataques aéreos." Houve nove ataques aéreos dos Estados Unidos no norte do Iraque, no dia 17 de agosto de 2014.
O presidente Obama, em uma carta ao Congresso em 17 de agosto, explicou este uso das forças estadunidenses como suporte para a campanha das forças iraquianas contra grupo terrorista Estado Islâmico. Obama disse em 18 de agosto que os combatentes Peshmerga curdos e tropas iraquianas, com a ajuda dos Estados Unidos, haviam retomado a Represa de Mossul do Estado Islâmico.

### Setembro de 2014

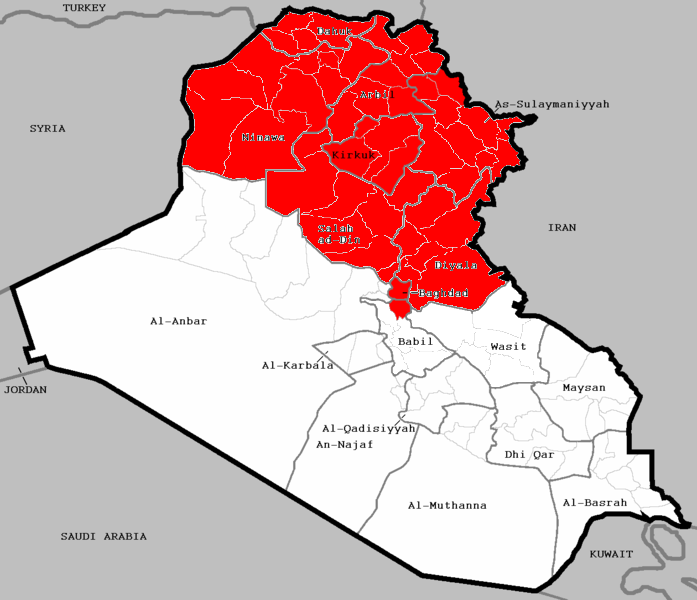
Locais onde os Estados Unidos lançaram ataques aéreos contra o Estado Islâmico no Iraque (a partir de 16 de setembro.)

Em 8 de setembro, o exército iraquiano, com o apoio aéreo aproximado de aeronaves estadunidenses F-18, conseguiu retomar a importante represa de Haditha. Após a recaptura, as tropas iraquianas se moveram para recapturar a cidade de Barwana. A televisão estatal iraquiana informou que 15  militantes do Estado Islâmico foram mortos na batalha. Após a vitória do Iraque, o Estado Islâmico respondeu com a execução pública de David Haines.
Em 18 de setembro, a França decidiu iniciar ataques aéreos contra o Estado Islâmico também ("Operação Chammal").
Por volta de 23 de setembro, Lloyd Austin, o general encarregado do Comando Central dos Estados Unidos, foi confirmado como sendo o oficial superior encarregado da campanha contra o Estado Islâmico no Iraque e na Síria.
Em 24 de setembro, o governo holandês decidiu enviar seis caças para contribuir para a "batalha internacional contra o Estado Islâmico".
Em 26 de setembro, o Parlamento britânico decidiu autorizar ataques aéreos contra o Estado Islâmico. A Grã-Bretanha, em seguida, anunciou a cooperação com as agências de inteligência iraquianas e curdas ("Operação Shader"). Além disso, o Parlamento belga naquele mesmo dia decidiria iniciar ataques aéreos ao Estado Islâmico também.
Por volta de 28 setembro de 2014, os ataques aéreos por parte da coalizão liderada pelos Estados Unidos, em conjunto com as forças terrestres do exército iraquiano, confrontaram os militantes do Estado Islâmico interrompendo uma ofensiva dos mesmos a Amariya al-Falluja, 40 km (25 milhas) a oeste de Bagdá, capital do Iraque.
Em 30 de setembro, os Estados Unidos lançaram onze ataques aéreos no Iraque e o Reino Unido realizou seus dois primeiros ataques aéreos no Iraque nesta intervenção. Juntamente com onze ataques dos Estados Unidos na Síria contra o Estado Islâmico, estes 24 ataques foram o mais alto número de ataques contra o Estado Islâmico em um dia desde 8 de agosto.
Até o final de setembro de 2014, a Marinha e a Força Aérea dos Estados Unidos haviam realizado 240 ataques aéreos no Iraque e na Síria, bem como 1.300 missões de reabastecimento aéreo, num total de 3.800 investidas por todos os tipos de aeronaves.

### Outubro de 2014
Em 3 de outubro de 2014, o governo australiano autorizou ataques aéreos ao Estado Islâmico no Iraque ("Operação Okra"). No início de outubro,  o Parlamento da Dinamarca também parece ter aprovado o bombardeio.
Em 7 de outubro, o parlamento canadense votou a favor dos ataques aéreos ("Operação Impact").
Em 11 de outubro, 10.000 militantes do Estado Islâmico liderados de Mossul e da Síria se dirigem à capital iraquiana, a cidade de Bagdá, e o grupo esteve a ponto de tomar toda a província de Ambar, a oeste de Bagdá.  O vice-chefe do conselho provincial, al-Issawi disse, em seguida, que solicitou ao governo do Iraque que pedisse aos Estados Unidos o envio das forças terrestres; o governo iraquiano no entanto inequivocamente negou ter recebido tal demanda de Ambar. Em 12 de outubro, o Estado Islâmico estava a 25 km (15,5 milhas) do aeroporto de Bagdá, relatou o general Dempsey. Os Estados Unidos, em seguida, implantaram helicópteros de ataque Apache a baixa altitude para manter o Estado Islâmico a distância.
Até 22 de outubro,  os Estados Unidos tinham gasto $424 milhões em ambas as suas campanhas de bombardeio contra Estado Islâmico no Iraque e na Síria.

### Novembro de 2014
No final de novembro de 2014, o Marrocos respondeu a um apelo estadunidense e enviou vários caças F-16 para combater o Estado Islâmico.

### Dezembro de 2014
Durante as primeiras horas da manhã de 14 de dezembro, as forças terrestres dos Estados Unidos supostamente entraram em confronto com o Estado Islâmico ao lado das forças do exército iraquiano e das forças tribais perto da base de Ein al-Asad, a oeste de Ambar, em uma tentativa de repeli-los da base, na qual incluía cerca de 100 conselheiros estadunidenses nela, quando o Estado Islâmico tentou invadir a base. Um comandante de campo do exército iraquiano na província de Ambar afirmou que "a força estadunidense equipada com armas leves e médias, apoiada por F-18, foi capaz de infligir baixas contra os combatentes da organização Estado Islâmico, e os forçou a retirar-se da área de  al-Dolab, que fica a 10 km da base de Ain al-Assad". O Xeique Mahmud Nimrawi, um proeminente líder tribal da região, acrescentou que "as forças dos Estados Unidos intervieram porque o  Estado Islâmico começou a chegar perto da base, onde estão estacionados tão fora da autodefesa", ele reagiu, acolhendo a intervenção dos Estados Unidos, e dizendo "que espero que possa" não ser a última." Isto foi dito ser o primeiro contato entre os Estados Unidos e o Estado Islâmico, em quatro anos. No entanto, esta alegação foi declarada como "falsa" pelo Pentágono.
Na ofensiva curda de Sinjar, em 17-22 de dezembro, as tropas curdas, auxiliadas por ataques aéreos estadunidenses, conectaram as Montanhas Sinjar ao território Peshmerga, permitindo que os yazidis que ficaram nas montanhas fossem evacuados. Em 22 de dezembro, as forças Peshmerga curdas investiram na cidade de Sinjar, tomando o controle de grande parte da cidade.
Em 25 de dezembro de 2014, Hassan Saeed Al-Jabouri, o governador do Estado Islâmico para Mossul, que também era conhecido como Abu Taluut, foi morto por um ataque aéreo da coalizão liderada pelos Estados Unidos em Mossul. Também foi revelado que os Estados Unidos planejavam retomar a cidade de Mosul em janeiro de 2015.

### Janeiro de 2015
Em meados de janeiro de 2015, soldados canadenses nas linhas de frente entre as tropas iraquianas e do Estado Islâmico trocaram fogo com combatentes do grupo terrorista. Os canadenses não foram feridos, porém "neutralizaram" um número desconhecido de militantes.
Em 20 de janeiro de 2015, o Observatório Sírio de Direitos Humanos informou que al-Baghdadi, líder do Estado Islâmico, tinha sido ferido em um ataque aéreo em Alcaim, uma cidade na fronteira com o Iraque mantida pelo Estado Islâmico, e, como resultado, retirou-se para a Síria.
Em 21 de janeiro de 2015, os Estados Unidos começaram a coordenar ataques aéreos com uma ofensiva lançada pelos curdos para ajudá-los a iniciar uma operação planejada para retomar a cidade de Mossul.
Em 29 de janeiro de 2015, forças especiais canadenses no Iraque ficaram sob o fogo das forças do Estado Islâmico, fazendo com que as tropas canadenses revidassem, matando alguns militantes do grupo islamita.

### Fevereiro de 2015
A Jordânia, que vinha conduzindo ataques aéreos sobre o Estado Islâmico na Síria desde setembro de 2014, passou a bombardear alvos do Estado Islâmico no Iraque em 4 de Fevereiro de 2015.
Em 17 de fevereiro, foi revelado que o Estado Islâmico havia lançado mais uma grande investida em Erbil, chegando a 45 quilômetros (28 milhas) da cidade.
Ao final de fevereiro, foi relatado que o Estado Islâmico estaria começando a usar armas químicas, devido ao enfraquecimento gradual da organização, e que o exército iraquiano era esperado para se juntar a libertação de Mossul em algum momento de abril de 2015.

### Março de 2015

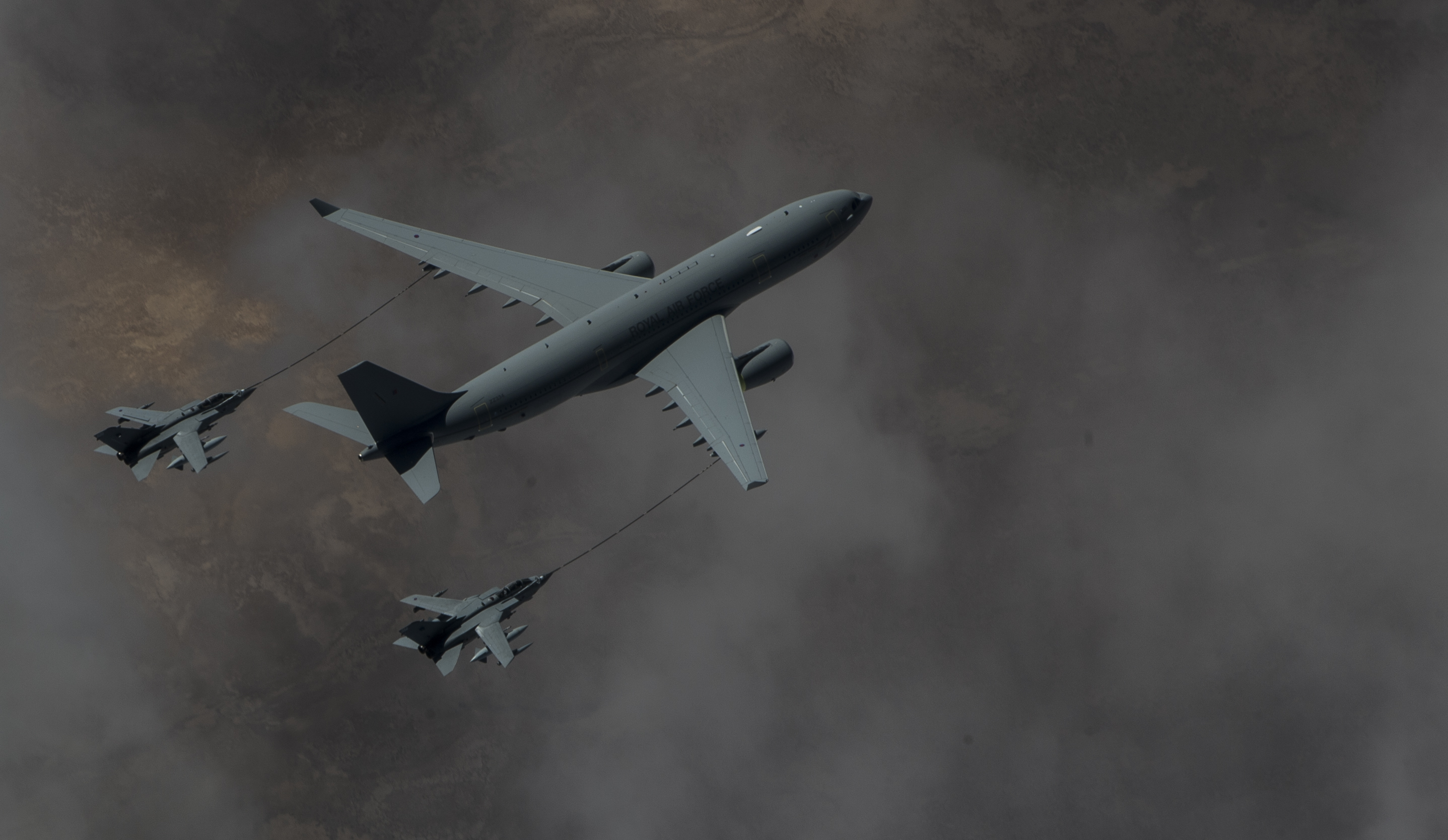
Aeronaves da força aérea britânica sobrevoando o Iraque

Em 25 de março de 2015, a coalizão liderada pelos estadunidenses se juntaria a Segunda Batalha de Ticrite com o lançamento de seus primeiros ataques aéreos contra alvos do Estado Islâmico no centro da cidade. Naquela noite, aviões estadunidenses efetuaram 17 ataques aéreos no centro de Tikrit, que atingiu um prédio do Estado Islâmico, duas pontes, três postos de controle, duas áreas de teste, duas bermas, uma barricada e uma instalação de comando e controle. A coalizão liderada pelos Estados Unidos continuaria realizando ataques aéreos em Ticrite até 31 de março, quando as forças iraquianas entraram no centro da cidade.

### Abril de 2015
Em 8 de abril de 2015, as forças iraquianas, com base nos seus avanços em Saladino, lançaram uma ofensiva para libertar a província de Ambar da ocupação do Estado Islâmico, começando com uma ofensiva na região em torno do leste de Ramadi, apoiada por aviões da coalizão. Em retaliação, o Estado Islâmico executaria 300 pessoas na província de Ambar. Também foi relatado que 10 000 combatentes tribais sunitas iriam participar na ofensiva de Ambar.
Em 12 de abril, o governo iraquiano declarou que Ticrite estava livre de forças extremistas, declarando que era seguro para os residentes regressar para suas casas. No entanto, muitos refugiados de Ticrite ainda temiam voltar à cidade. Em 12 de abril, Abu Maria, o líder máximo do Estado Islâmico em Ticrite, foi morto pelas forças iraquianas no campo petrolífero de Ajeel perto de Ticrite, junto com seu assessor, depois que ambos foram pegos tentando fugir da cidade. No entanto, os relatórios posteriores revelaram que a resistência do Estado Islâmico persistiu até 17 de abril.
Em meados de abril de 2015, o Estado Islâmico havia perdido 25-30%, de 5.000 a 6.500 milhas quadradas, no Iraque desde o auge da sua influência territorial em agosto de 2014 para as forças da coalizão estadunidense e iraquiana, deixando-os ainda possuir 15.000 milhas quadradas no Iraque.
Em 17 de abril, as forças iraquianas em Ticrite localizaram e mataram 130 agentes adormecidos do Estado Islâmico, finalmente, concluindo a Segunda Batalha de Ticrite. No entanto, as operações de limpeza para remover os 5.000-10.000 artefatos explosivos improvisados deixados para trás pelo grupo terrorista deveriam levar pelo menos vários meses.
Em 22 de abril de 2015, fontes do governo iraquiano informaram que Abu Alaa Afri, o vice do autoproclamado Califa e um ex-professor de física iraquiano, fora instalado como o substituto do líder enquanto Baghdadi se recupera de seus ferimentos.

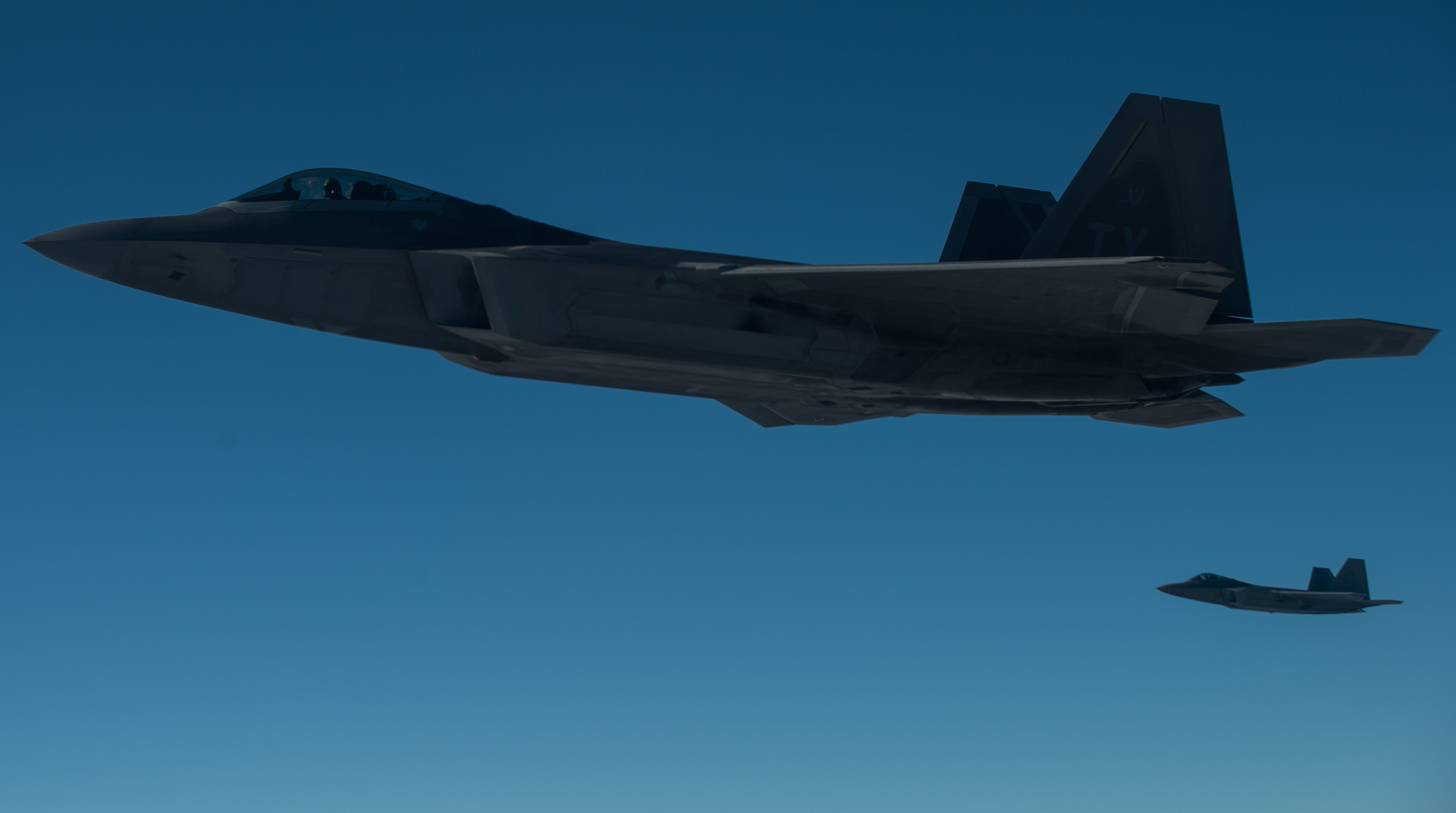
Caças F-22 americanos voando sobre o território iraquiano

### Maio de 2015
Em 3 de maio de 2015, o The Guardian relatou que o líder do Estado Islâmico Abu Bakr al-Baghdadi estava se recuperando de lesões graves que recebeu de um bombardeio em 18 de março de 2015 em uma parte de Mossul. Também foi relatado que a lesão espinhal de al-Baghdadi, que o deixou incapacitado, indica que jamais poderá retomar plenamente ao comando direto do Estado Islâmico.
De acordo com o Ministério da Defesa iraquiano, Abu Ali al-Anbari, o vice-líder do Estado Islâmico, foi morto em 12 de maio de 2015 em um ataque aéreo da coalizão liderada pelos Estados Unidos contra uma mesquita em Tel Afar, onde al-Afri mantinha uma reunião com outros altos dirigentes do Estado Islâmico. O ataque aéreo teria provocado a morte de dezenas de outros militantes do grupo islamita que estavam presentes. Akram Qirbash, um importante juiz do grupo, também foi morto no ataque aéreo. O Departamento de Defesa dos Estados Unidos afirmou que não poderia corroborar o relato.

### Outubro de 2015
Em 22 de outubro de 2015, trinta forças especiais dos Estados Unidos da Delta Force e membros de uma unidade de contraterrorismo curdo realizaram uma incursão em um composto de prisão do Estado Islâmico a 7 km (4,3 milhas) ao norte da cidade de Hawija, na província de Quircuque. A incursão libertou cerca de 70 reféns, incluindo mais de 20 membros das forças de segurança iraquianas. O Governo Regional do Curdistão solicitou as forças de operações especiais estadunidenses que apoiassem uma operação para libertar reféns que estavam sendo mantidos dentro da prisão e iriam ser executados; o oficial Joshua Wheeler foi morto no ataque, sendo o primeiro membro do serviço estadunidense morto em ação como resultado de um ataque inimigo enquanto combatia o Estado Islâmico e na ocasião foi o primeiro estadunidense a ser morto em ação no Iraque desde novembro de 2011.

### Janeiro de 2016
A coalizão liderada pelos Estados Unidos passou a alvejar a infra-estrutura de armas químicas do Estado Islâmico com ataques aéreos e incursões das forças especiais. A coalizão se concentra em destruir laboratórios e equipamentos, ao passo que outras forças especiais planeja incursões para atingir especialistas em armas químicas do Estado Islâmico.

### Abril de 2016

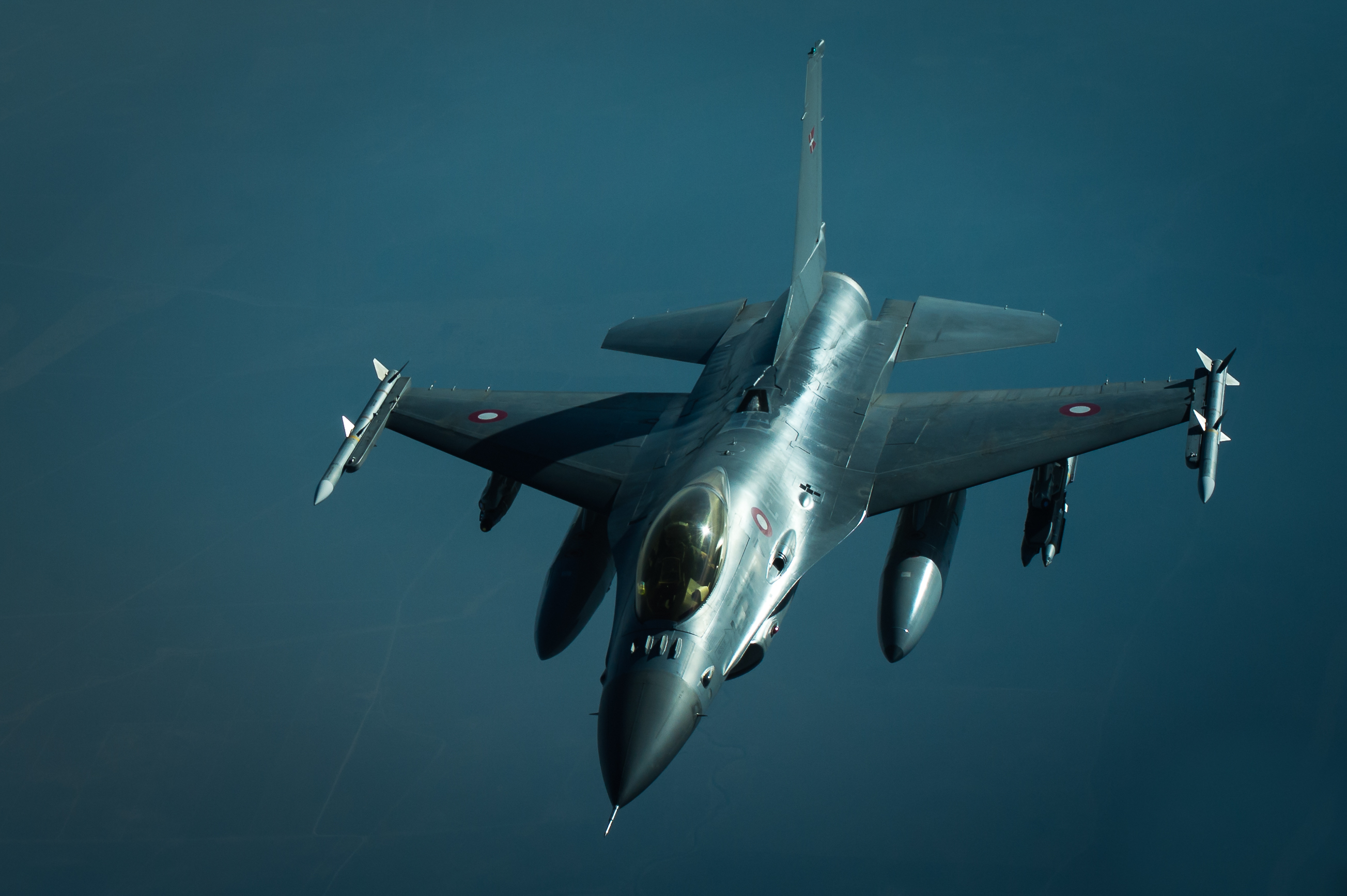
Uma aeronave dinamarquesa em missão no Iraque

Em 18 de abril de 2016, as forças especiais estadunidenses e as forças curdas lançaram um ataque a Hammam al-'Alil que matou Salman Abu Shabib al-Jebouri; um alto comandante do Estado Islâmico, que era um dos principais membros do conselho militar do grupo, dois de seus assessores também foram mortos. O secretário de Defesa dos Estados Unidos Ash Carter anunciou que os Estados Unidos iriam enviar 200 soldados adicionais; a maioria deles sendo forças especiais e  helicópteros de combate Apache para o Iraque, o restante irá incluir instrutores, forças de segurança para os assessores e equipes de manutenção para os Apaches, aumentando o número de militares estadunidenses no país para cerca de 4.100. Os Estados Unidos também planejam dar as forças Peshmerga curdas mais de US $ 400 milhões em assistência.
Em 25 de abril, um bombardeiro estadunidense lançou  uma bomba guiada que destruiu um SUV ocupado pelo líder do Estado Islâmico Raphael Saihou Hostey perto de Mossul, Hostey era um recrutador para o grupo; os operadores de drones estadunidenses vinham perseguindo-o por dias antes da chegada da ordem  para matá-lo.

### Outubro de 2016
Em outubro de 2016, aeronaves da Coalizão ocidental (liderados pelos Estados Unidos) lançaram uma grande campanha aérea na província de Ninawa, para apoiar a ofensiva terrestre do exército iraquiano para retomar a cidade de Mossul.

### Julho de 2017
Após quase nove meses de intensos combates, as forças militares do governo iraquiano declararam Mossul segura e afirmaram ter derrotado o Estado Islâmico na porção norte do país. Aviões e forças especiais da OTAN (encabeçados por Estados Unidos, Reino Unido e França) contribuíram de forma decisiva na campanha.

### Dezembro de 2017
Contando com apoio bélico e de inteligência substancial das potências Ocidentais, o Iraque conseguiu retomar a região oeste do país e expulsou quase todos os guerrilheiros do Estado Islâmico do seu território. O governo iraquiano chegou a declarar vitória, sendo parabenizados por líderes da Europa e dos Estados Unidos, embora estes pedissem cautela com o desenrolar dos eventos. A participação da aviação dos Estados Unidos, da Europa e de países da região foi saudada como essencial para estas vitórias.